# Xenomorfo
El xenomorfo, también conocido como Alien o Alienígena, es un ser antropomorfo extraterrestre y parasitoide ficticio, antagonista de la franquicia cinematográfica de la serie Alien. Tiene apariciones en precuelas, secuelas, cómics, novelas, videojuegos y crossovers como Alien vs. Depredador.

## Creación y diseño

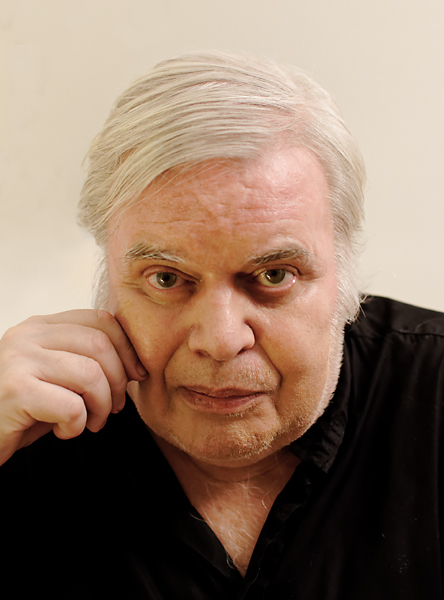
H. R. Giger, diseñador artístico de la criatura.

El diseño del xenomorfo se basó en la criatura que aparece en el cuadro Necronom IV, creado por el artista suizo H. R. Giger.

## Nombre
No tiene un nombre específico en la saga Alien. Comúnmente es llamado "la cosa", "la criatura", "bicho" o "dragón". También se le conoce como "La Muerte Negra",[cita requerida] que es el término que utilizan los Yautjas (Depredadores).
Según la serie de cómics, su nombre científico es Linguafoeda acheronsis (lengua mortífera de Acheron),[cita requerida] aunque también es llamado Internecivus raptus (Ladrón mortífero). 
El nombre técnico Xenomorfo (literalmente forma extranjera, extraña, forastera, en alusión a los extraterrestres) fue dado por el oficial William Gorman basándose en la nomenclatura técnica que identifica a un potencial organismo de origen no terrícola. El nombre es usado en Aliens y en una escena eliminada de Alien 3.

## Origen
El origen de los xenomorfos es planteado en la película Prometheus de Ridley Scott, en la cual la raza de los Ingenieros (también conocidos como Space Jockeys o Biomecanoides) sembraron su ADN como base para crear la vida, realizando una serie de experimentos en diferentes planetas para crear formas de vida sin una plena certeza del fin que perseguían.
Una vez que determinaban la hora de acabar con ellos, los Ingenieros utilizaban un agente patógeno que era aplicado en los ecosistemas utilizados para sus experimentos. Este compuesto era asimilado rápidamente al entrar en contacto con un huésped biológico, ya fuera un animal o ser vivo no vegetal, y acababa con ellos la totalidad de las veces, en ocasiones haciendo que una agresiva y violenta criatura se gestara dentro del huésped. No se ha mencionado si esto se hacía para erradicar las formas de vida que creaban o si estas eran creadas para incubar a las criaturas del patógeno.
Este primer prototipo experimental del arma sería conocido en el rodaje de la película como "protoalien", "El diácono" o "The Deacon".[cita requerida] Sin embargo, el nacimiento de la raza xenomorfo es anterior; tal como se revelaría en los murales de la nave de los "Ingenieros" que se encontraba apostada en el planetoide LV-223. Ahí se observaba una serie de grabados de la especie en las paredes. Hablaban de una experimentación genética con el agente patógeno y diferentes especies alienígenas primitivas, lo cual les permitió crear diferentes variedades de aliens en el proceso, incluidos los xenomorfos clásicos y sus reinas. 
A partir de lo narrado en la película Alien: Covenant, se explica que estas investigaciones fueron descubiertas y reiniciadas por el androide David, quien, tras llegar al mundo natal de los Ingenieros, asesinar a la doctora Shaw y exterminar a los nativos, se dedicaría a experimentar con el agente patógeno durante mucho tiempo, recreando un xenomorfo perfecto. 
Sin embargo, se sabe que mucho antes que David lograra crear este espécimen, los Ingenieros ya los producían en masa y los transportaban por la galaxia en naves para sus experimentos. La nave "Croissant" (como fue llamada por Ridley Scott en una entrevista previa al estreno mundial de Alien: Covenant) de Alien, el octavo pasajero, estrellada en LV-426, contenía el cadáver fosilizado de un Ingeniero piloto que había muerto siglos atrás por causa de un Revientapechos; además, las bodegas de esta nave estaban repletas de huevos perfectamente evolucionados tanto de obreras como de reinas, por lo que se deduce que el piloto murió en medio de una misión de infestación. 
Otra prueba de la antigüedad de esta raza es la saga de Alien vs Predator, la cual mostró que los xenomorfos desde hacía siglos eran parte valiosa de las cacerías y rituales de los Yautjas. Esto propició más su dispersión en diversos planetas. 
Posteriormente, los integrantes de la tripulación de la Nostromo serían los que encontrarían a las criaturas de la nave abandonada en LV-426 30 años después de los incidentes vistos en Covenant. Aquí se ve aparecer por primera vez al ya clásico y conocido xenomorfo.
En el cómic Aliens: Outbreak se muestra una versión alternativa al canon. Se plantea que en el mundo natal de los xenomorfos no son la especie dominante, sino un eslabón más de la cadena alimenticia de ese planeta. Los xenomorfos se volvieron una plaga incontrolable cuando fueron sacados de su hábitat natural. Esto desmentiría la teoría de que fueron creados por la especie de los Ingenieros.

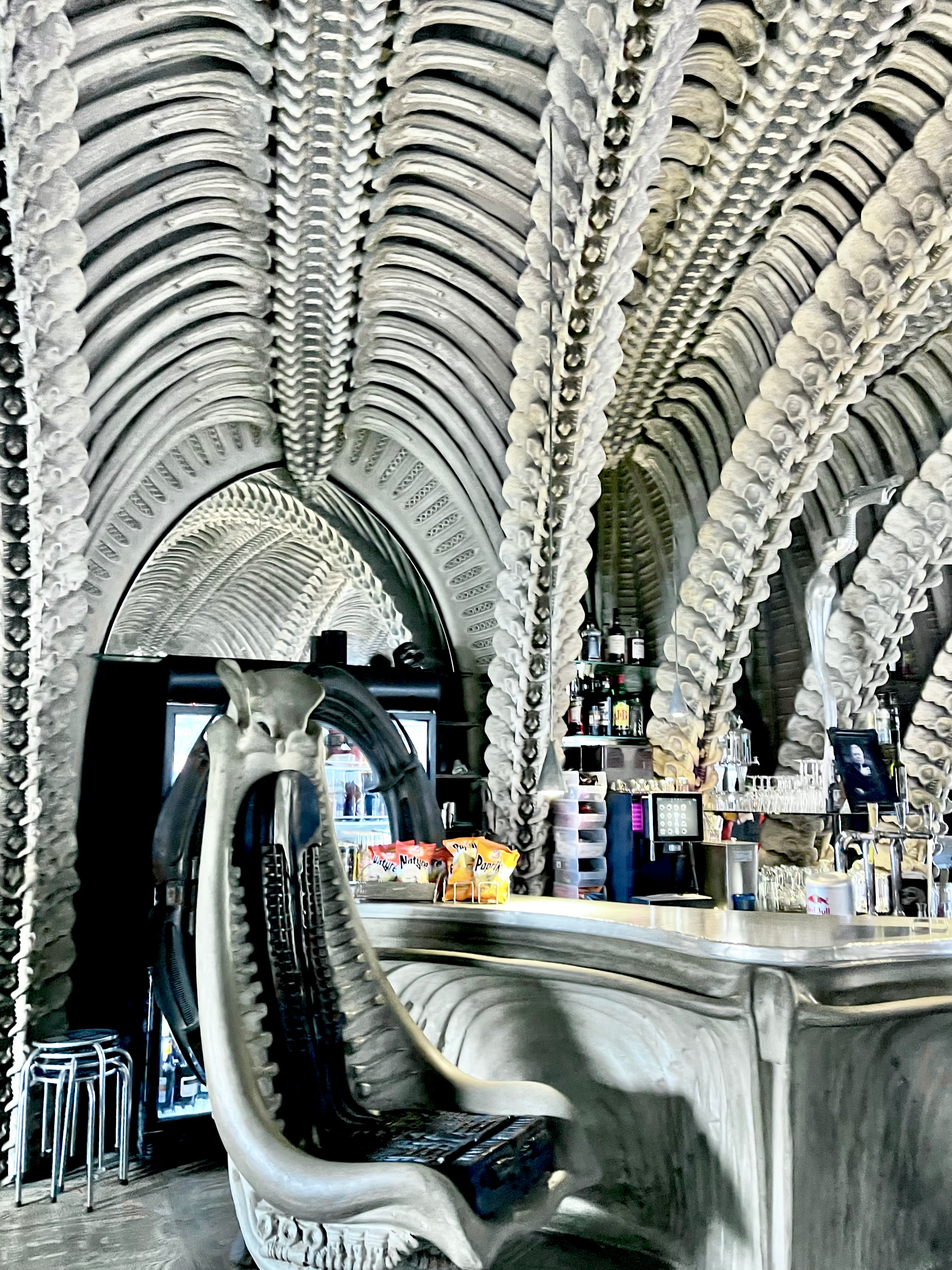
"Harkonnen Chair" en el Bar Giger en Gruyères

## Características

### Inteligencia y comunicación
Los xenomorfos han demostrado ser inteligentes, pero totalmente carentes de desarrollo tecnológico o individualidad. En toda la serie estos personajes aparecen completamente desnudos e incapaces de crear herramientas.
Uno de sus medios de comunicación son las feromonas. Con ellas, junto al control mental, una reina puede manejar a los demás xenomorfos de su colmena. Igualmente, el resto de los xenomorfos segregan una feromona en forma de gel que sirve como marca para identificar a los miembros de una colmena, si los miembros de una colonia detectan el aroma de las feromonas de un xenomorfo ajeno a ella, por instinto identifican a este individuo como intruso y proceden a matarlo.
Referente a su memoria, los xenomorfos poseen memoria genética, la cual les es transmitida de sus progenitores; cualidad que les permite heredar recuerdos de otras generaciones previas.

### Adaptabilidad genética
También conocido como ADN reflect, es decir la capacidad de adquirir, mediante algún mecanismo desconocido de transferencia horizontal de genes, una porción del ADN de los huéspedes en los que se incuban; y con ello asimilar algunas de las características genéticas y fenotípicas de este organismo. Por lo general, es una porción tan moderada del código genético del huésped, que el cambio es prácticamente imperceptible; sin embargo, en ocasiones la transferencia de genes es lo suficientemente intenso para incluso transformar la fisonomía de la criatura. Ejemplo de ello se presenta en la tercera película de la serie, cuya criatura nace de un perro Rottweiler (un bovino según la versión del director), transformándose así en un "Corredor", cuadrúpedo pequeño y veloz, mientras que aquellos hospedados en los Yautja se transforman ocasionalmente en los híbridos llamados Predalien.
Se sabe que, por lo menos las reinas xenomorfo, poseen memoria hereditaria codificada a escala genética, la cual no sólo funciona a nivel de rituales o instintos, sino también incluye los recuerdos concretos de sus progenitores y huéspedes anteriores. Cuando Ellen Ripley es clonada en el film Alien: Resurrección, parte del ADN de la reina que incubaba le fue transmitido y gracias a esto ella adquirió la capacidad de memoria genética del xenomorfo, por lo cual el clon poseía los recuerdos y gran parte de la personalidad de la original.

### Dieta
La dieta del xenomorfo está compuesta principalmente por carne de cualquier ser vivo, la que es digerida por el ácido de su sangre y asimilada por su cuerpo. Este particular sistema de digestión le permite al xenomorfo alimentarse de casi cualquier cosa en épocas de escasez. Fuera de su mundo nativo, y una vez que el ambiente ya no tenga seres vivos que cazar, comerán todo lo que encuentren a su paso, no solo vegetales sino también rocas o metales y una vez que estos se acaben, recurrirán al canibalismo.
Su muy particular metabolismo les permite jornadas extensas de actividad con un mínimo de descanso, sin embargo, para equilibrar tal exigencia deben alimentarse continuamente y en enormes cantidades. Tras su llegada a un planeta, si no son detenidos inmediatamente, en pocos meses el mundo será un lugar totalmente desierto y estéril.
Cuando una colonia ha acabado con todos los recursos y especies de un planeta, los zánganos se sacrifican para alimentar a la reina con sus propios cuerpos; una vez que toda la colonia ha sido devorada por la reina, esta quedará en un estado de catalepsia hasta que el planeta presente alguna señal de vida nuevamente.

### Cualidades de defensa y ataque
A pesar de poseer cierto grado de inteligencia, los xenomorfos actúan instintivamente, y no utilizan armas ni ningún tipo de tecnología; pero poseen una gran fuerza, resistencia y agilidad, además de la capacidad de adherirse en las superficies, lo que le permite caminar por techos y paredes.
Su primera defensa es su exoesqueleto, formado de polisacáridos de silicón polarizado mutado, el cual lo protege de impactos, temperaturas extremas e incluso resiste periodos prolongados en el espacio. En los apéndices de sus extremidades, su exoesqueleto termina en puntas filosas que funcionan a modo de garras y aguijón. Se ha visto que su dureza se atenúa a medida que se acerca a la boca, hasta obtener la flexibilidad de un par de labios. 
Emplean su larga cola como método de defensa y ataque, la cual termina en una punta afilada. No todos la utilizan en combate, pero al ser utilizada, es un arma de precisión letal y con la fuerza suficiente como para levantar a su víctima una vez la ha atravesado con ella.
Su compleja mandíbula consta de incisivos superiores similares a los de los humanos, junto a un par de caninos alargados. A simple vista, los dientes de los xenomorfos no parecen estar compuestos de calcio como los de los animales terrestres; tienen una apariencia platinada y una notoria resistencia, capaces de romper materiales duros como metales o rocas. A esta dentadura se suma una segunda mandíbula retráctil proveniente del esófago, los xenomorfos pueden atacar con esta segunda mandíbula sacándola a gran velocidad y golpeando con ella cuando están frente a sus adversarios, a modo de un pequeño ariete; al parecer la utilizan principalmente para alimentarse. Algunos xenomorfos tienen la capacidad de lanzar una sustancia corrosiva por la boca.
Los xenomorfos poseen un tipo de ácido desconocido en lugar de sangre, como sistema de defensa final. Este ácido no es solo un método de defensa, los xenomorfos no poseen aparato digestivo, por lo que toda materia ingerida por su organismo es disuelta por su sangre y transformada en energía, esto le permite alimentarse prácticamente de cualquier cosa. Se ha visto que es utilizada como arma o herramienta, provocándose heridas para salpicar a sus oponentes o para corroer elementos tales como paredes o trampas.
Finalmente, poseen una tolerancia al dolor que les permite combatir aun estando seriamente heridos. Si un xenomorfo ha perdido algún miembro o ha sufrido heridas, su potencial de combate se verá apenas afectado y continuará atacando. Por lo general los métodos más efectivos para matarlos son la destrucción del cerebro o tórax, explosión, acribillamiento o incineración.

#### Vulnerabilidad
Tienen una debilidad ante las armas de fuego, la tecnología Yautja y en general a cualquier arma pesada. Poseen un miedo instintivo al fuego, a pesar de que pueden resistir llamas hasta ciertas temperaturas, pero prefieren escapar ante la menor señal de combustión, por lo cual actúan generalmente de noche o en lugares fríos.

## Ciclo de vida
Un xenomorfo zángano (normal), al igual que sus otras subespecies, cuenta con el ciclo de vida típico: primero es un ovomorfo, que es el estado de huevo de un xenomorfo. Este huevo al sentir un organismo resistente o con buenas características se abre y de ahí nace la segunda etapa, el abrazacaras (facehugger). Esta etapa tiene forma de un arácnido color pálido amarillento. 
El tiempo de vida de un xenomorfo depende de la etapa en la que se encuentra. En estado de catalepsia o criogenia la duración de su vida es indefinida, sin embargo, su reloj biológico vuelve a correr una vez que están en actividad.

## Reproducción
La reproductora de cada colmena es la reina, pero existen excepciones dentro de los demás xenomorfos adultos de la colmena, conocidos como "adultos fértiles".

### Adultos fértiles
En algunas ocasiones en una colmena puede emerger también un subtipo de xenomorfos conocido como "adultos fértiles", estos son xenomorfos, que sin ser reinas poseen la capacidad de producir rompe-pechos. Por jerarquía van ubicados entre la reina y las reinas jóvenes (llamados "pretorianos") y cumplen las mismas funciones de los zánganos obreros, atrapan víctimas, cazan el alimento de la reina, protegen la colonia y la expanden. 
Este tipo de xenomorfo puede usar su habilidad de reproducción en dos casos, uno es en el que obtiene autorización de la reina para impregnar a las víctimas, por medio de un ritual en el cual ellos cazan a una víctima y se la ofrecen a su reina para que esta les permita impregnar a más con sus embriones los cuales le serían fieles a la reina; o en el caso de que no haya una reina ni una sucesora, por lo cual se activa su poder de dominar a los otros.
Estos adultos reproductores generalmente son producto de la impregnación de determinadas especies de las cuales heredan el sistema reproductivo del huésped, o cuya asimilación activa el suyo propio. Aunque poseen inteligencia superior a la de los zánganos no se resisten al control mental que ejerce la reina sobre la colmena, por esta razón si no hay reina ellos se ven obligados a dominar a los otros xenomorfos valiéndose de la fuerza, pues no poseen los poderes psíquicos de esta. 

## Organización social de la colonia
Los xenomorfos son organismos eusociales que conforman un superorganismo colonial, los cuales viven en colonias similares las de los insectos himenópteros, rigiéndose por una estricta jerarquía, en cuya cima se encuentra la reina o madre de todos los xenomorfos de esa colmena en concreto; esta es a su vez protegida por las reinas jóvenes o reinas "estériles" o más comúnmente llamadas pretorianos, las cuales no desarrollan sus poderes psíquicos, ni su sistema reproductivo hasta la muerte de la reina anterior o hasta encontrar nuevos territorios para la expansión.
Luego en la jerarquía vienen los zánganos (traducción del término inglés drone) o xenomorfos comunes, los cuales defienden y sustentan la colmena. Por ello, se cree que originalmente evolucionaron de una variedad de artrópodo, explicando así su aspecto y modo de organización respecto al resto de su especie y su entorno. Sin embargo, esta jerarquía puede romperse en el caso de que se produzcan híbridos xenomorfos con otras especies, no aceptándose entre ellas. 
Por último, los huevos y abrazacaras, estos dos últimos aunque no posean gran fuerza o poder son considerados los más importantes de la colonia, sin contar a la reina, pues son la base de su existencia.

### Jerarquías dentro de la colmena

#### Reina
Generalmente todos los xenomorfos son asexuados salvo la reina. La vida de esta y de estos es similar a la de las hormigas o abejas. Es la líder, con un tamaño diez veces mayor que los xenomorfos normales. Puede controlar a más de medio millón de soldados xenomorfos por medio del control de feromonas. 
La forma de la reina es similar al de los zánganos, pero posee un exoesqueleto de mayor tamaño y grosor, con crestas en la parte posterior de su cabeza que le dan el aspecto de una corona; sus miembros son más largos y delgados, contando con un par de brazos adicionales de menor tamaño en su tórax, bajo sus brazos principales. Su fuerza es mayor a la de cualquier miembro de su especie, y posee una inteligencia superior que le permite controlar telepáticamente a cada miembro de su colonia.
La estatura de la Reina ronda entre los 6 o 7 metros de longitud incluida la cola, con un peso alrededor de seis toneladas. A pesar de estar constantemente rodeada del resto de la colmena, quienes están dispuestos a matar o sacrificarse antes de dejar que algún peligro se acerque a ella, es realmente la criatura más fuerte de su sociedad. En caso de que algún peligro supere las defensas o el poder de la colmena, la reina puede llegar a arrancarse su aparato reproductor, el cual está ubicado bajo sus patas con la forma de una gigantesca vaina u oruga desde donde salen los huevos, una vez libre de esta parte de su cuerpo su velocidad máxima supera fácilmente los 66 km/h y posee la libertad de movimiento necesaria para enfrentar directamente las amenazas a su colonia, sin embargo si no hay una sucesora, la colonia estará destinada a la extinción, ya que la reina nunca podrá volver a dar a luz.
Las reinas pueden aparecer de distintas maneras. Una, la más común, por medio del abrazacaras como los xenomorfos normales, con la diferencia que el embrión tarda más tiempo de lo normal en emerger del anfitrión; las reinas que nacen por abrazacaras, aunque son la forma más común en la que se multiplican, no se producen en gran número con el fin de mantener estable la jerarquía. Se ha dicho que ocasionalmente una reina cría, a diferencia del resto de la especie, no utilizaría un anfitrión para gestarse ya que incluso naciendo directamente desde el huevo es lo suficientemente fuerte para sobrevivir en el ambiente.
La reina es la encargada de poner los huevos, medio por el que se reproduce esta especie: de estos nacerá la forma inmadura que infecta al anfitrión para cumplir la segunda fase de su vida como parásitos.
Cuando las crías de la reina crecen, pasa por la etapa de pretoriano, con un aspecto similar a la de una Reina pero sin el órgano reproductor y sin sus dos brazos adicionales así como un menor tamaño. En caso de ausencia de una reina adulta, el pretoriano se envuelve en un capullo para convertirse en la nueva reina.
Otra de las formas en las que se activa la etapa de pretoriano es por medio de los xenomorfos zánganos, los cuales si han superado el siglo de edad o han cumplido con creces a su Reina, son recompensados con una jalea que la Reina puede crear, con la que se transformarían en Pretorianos con su metamorfosis alternativa que se activa en el caso de la ausencia de una reina; esta les permite desarrollar un aparato reproductor con que poner los huevos, así como su corona, inteligencia, tamaño y fuerza.
En algunos cómics y videojuegos, no solo los xenomorfos comunes cambian de forma con el tiempo, sino que también la reina evoluciona, llegando a convertirse en una "Emperatriz", más grande, fuerte, con una corona más elaborada y otro par de brazos.

#### Huevo
Es el primer ciclo de vida del xenomorfo. Posee una forma similar al huevo de un ave o reptil, pero allí acaba la similitud. No se quiebra, ya que está hecho de tejido orgánico; en lugar de eso, posee dos pares de labios a través de los que expulsa al abrazacaras al detectar una fuente de vida adecuada. Son de color ocre, y recién puestos tienen una textura pegajosa, aunque con el tiempo se seca sin alterar al abrazacaras. Su apariencia es similar a una planta carnívora.

#### Abrazacaras

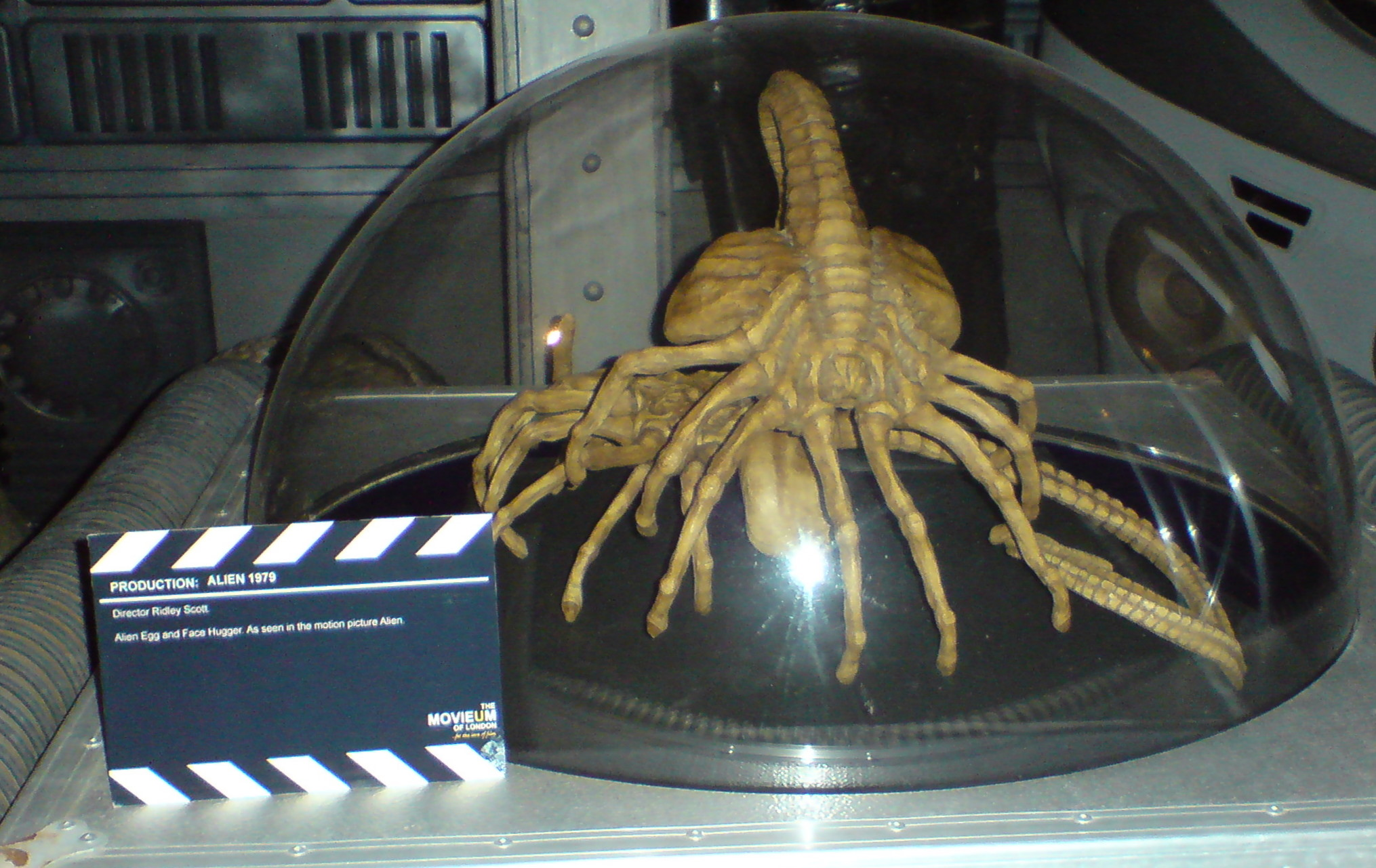
Maqueta del «abrazacaras», exhibido en el London Film Museum.

En esta etapa larvaria el xenomorfo es parecido a una mano naranja (o a una araña) con ocho largas patas con múltiples articulaciones y una cola, que utiliza a modo de apéndice prensor. Salen de los huevos que pone la reina al detectar una fuente considerable de organismos vivos, saltando y sujetándose a la cabeza de la víctima, enrollando el cuello con su cola, atrapando el rostro con sus falanges e induciendo un estado de coma que dura hasta poco antes del nacimiento. 
Tras unirse a la cabeza de su presa, aparentemente muere, pero realmente la larva xenomorfa ha accedido al anfitrión con un nuevo cuerpo, anidando en el estómago o tórax del anfitrión. Su sangre es un ácido orgánico amarillo-verdoso muy corrosivo. En este estado larvario su mente es extremadamente rudimentaria, al punto de no discriminar al anfitrión aunque su influencia en la gestación signifique un peligro para la colonia, como en el caso de los Yautja.
Intentar extraerlo significaría la muerte del anfitrión, ya que se atribuye la función de los sistemas respiratorio y circulatorio durante la infección. 

#### Revientapechos

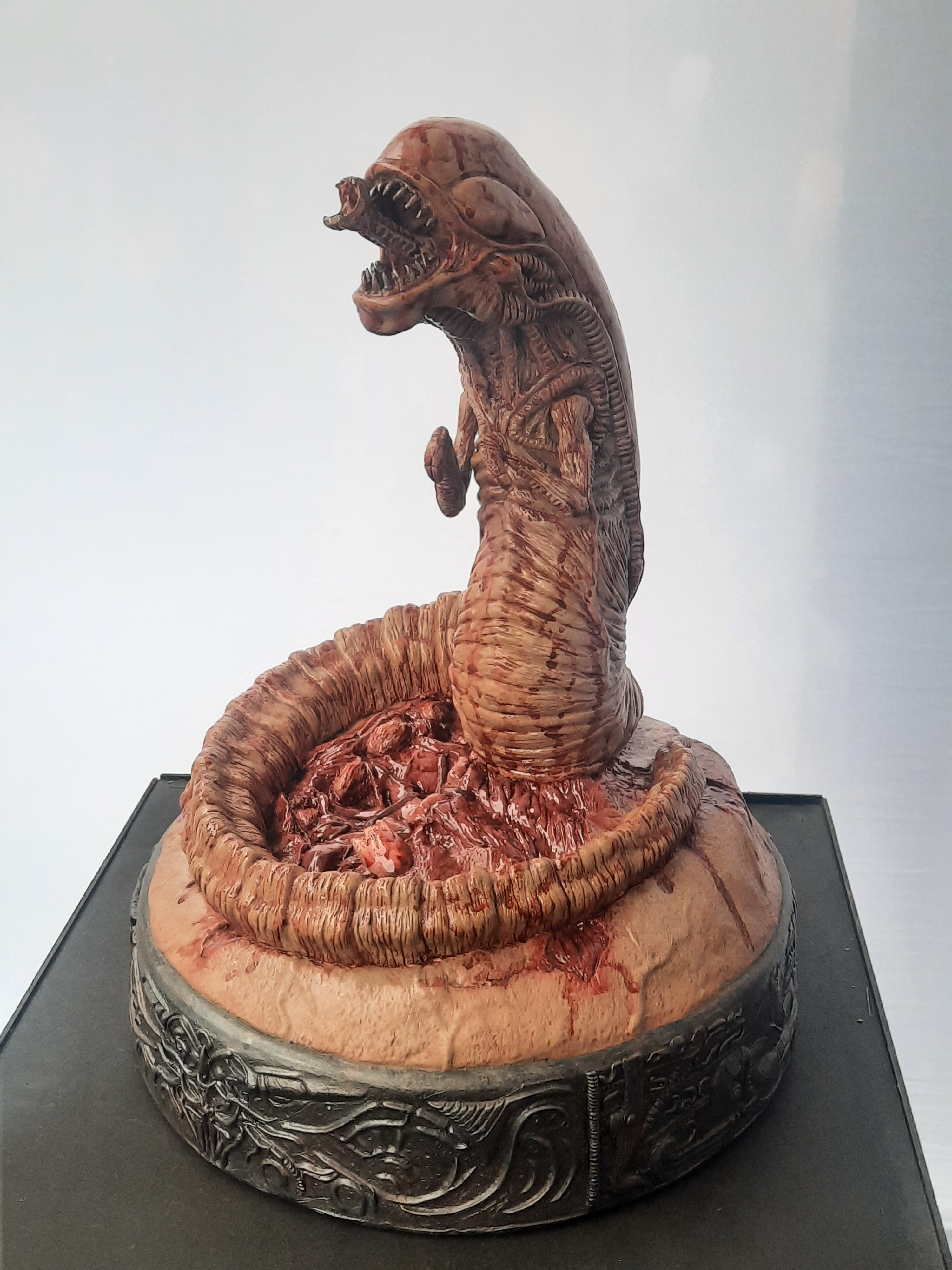
Escultura de un revientapechos emergiendo.

Su aspecto es el de un adulto, pero su exoesqueleto no ha madurado, por lo que posee un color blanquecino; al no haberse desarrollado y ser aún pequeñas sus extremidades, da la impresión de parecer una serpiente con dientes afilados (si es retirado antes de tiempo no desarrolla sus extremidades hasta crecer un poco más). 
Tras un período de incubación dentro del anfitrión, sale reventando su pecho y matándolo; cuando esto ocurre en un lugar que no sea en su propio nido, sale huyendo a un lugar seguro donde crecer, ya que durante esta etapa aún no posee el caparazón y fuerza de los adultos. A medida que crece muda su piel, dejándola donde haya estado. Cuando la incubación es en la madriguera, los adultos atrapan a los anfitriones en las paredes, hechas de resina (saliva solidificada) también llamadas capullos, donde son infectados y tras morir serán el alimento de las crías.
Su desarrollo dentro del anfitrión varía entre algunos minutos y varias horas, se cree el tiempo cambia dependiendo del lugar donde fue inoculado el anfitrión, pues si el abrazacaras se aferra a su víctima en la madriguera, u otro espacio controlado por los xenomorfos, puede desarrollarse tranquila y lentamente, haciendo más largo el tiempo de incubación, pero en un ambiente ajeno (el bosque en Aliens vs. Predator: Requiem) su desarrollo suele ser más acelerado. 
Se cree que el Revientapechos posee una conexión con su anfitrión que le permite percibir sus reacciones, como en Aliens vs. Predator cuando Alexa encuentra a Sebastián en el nido, o en Aliens, cuando los marines encuentran a la mujer en la vaina, quien al despertarse indicó al Revientapechos que se acercaban. En otros casos, el anfitrión tiene la suficiente fuerza de voluntad para retrasar temporalmente el surgimiento del Revientapechos como sucedió (Alien: Resurrección).

#### Adulto
La forma de vida más común, ya que representan un 80% de su especie. Definida generalmente como un arma viviente. 
De cabeza negra y alargada; en la juventud es lisa pero, al madurar, la cubierta se desprende dejando ver acanaladuras para evitar que el peso venza al xenomorfo. Posee un cráneo dolicocéfalo (en el modelo de Giger, el diseño era una cabeza semitransparente la cual tenía un cráneo semejante al humano, pero sin ojos ni órbitas). 
Dispone de dos pares de mandíbulas, una externa ubicada en su quijada y otra interna retráctil que puede alargarse cerca de 20 cm. Esta última es usada como arma, ya que se mueve a gran velocidad (suele confundirse con una lengua, pero es el extremo superior de su esófago). Aunque poseen ojos, estos son rudimentarios y prefieren guiarse con su agudo olfato, detectando las feromonas de su presa. 
Tienen endoesqueleto, y un exoesqueleto extremadamente resistente, así como una gran capacidad de regeneración propia de su especie. Disponen de seis filosos dedos por mano y pie, y una cola en forma de látigo segmentado que está rematada en una punta reforzada en forma de aguijón. 
Son extremadamente ágiles, siendo capaces de moverse a grandes velocidades incluso por techos o bajo el agua. Su sangre es una rara mezcla de cloruro de potasio y ácido sulfúrico altamente corrosiva. 
Su aspecto varía dependiendo del anfitrión del que surgen, pudiendo heredar algunas de sus características. No solo matan: también se encargan de cazar víctimas que incuben nuevos xenomorfos. 
Por lo general cazan de noche o en sitios de poca luz, debido a lo cual se les considera seres nocturnos, pero igualmente pueden encontrarse algunos individuos activos de día (básicamente escuadrones que patrullan el nido y a la reina), si es necesario, toda la colonia se despierta y se vuelve tan feroz de día como de noche. Por lo general, no soportan el calor. 
Es el estado en el que pasan la mayor parte de su vida, cerca de cien años antes de volverse pretorianos. A diferencia de los humanos, estos Xenomorfos carecen de genitales, ya que son asexuados. Miden alrededor de 2.30 metros, poseen una cola de aproximadamente 4 metros de largo y suelen pesar alrededor de 120 kilos.

#### Pretoriano
Con el aspecto de un xenomorfo robusto y de gran tamaño, el pretoriano suele considerarse el estado de crecimiento de una reina alien joven que todavía no ha desarrollado su descomunal tamaño, sus órganos reproductores ni sus 2 brazos extra. Aunque también puede ser un zángano que ha vivido más de 100 años o servido bien a su Reina y es recompensado con la jalea real. Con ésta, el zángano tiene una especie de "cambio de sexo". Su tarea en la colmena es la de protector de la reina y de sus crías, como un buen ayudante, o la de sustituir a la Reina en caso de que esta muera o haya posibilidad de expansión.
Suelen ser más robustos y pesados que los xenomorfos comunes, tienen una cabeza similar a la de la reina y son mucho más peligrosos, aunque se cree que pierden algunas facultades, como caminar por techos y paredes o escupir ácido.

### Otras variedades de xenomorfos
Al salir del huevo, los abrazacaras buscan un anfitrión lo suficientemente grande (ni muy grande ni muy pequeño) para albergar un embrión. Sin embargo los abrazacaras no distinguen si una especie es conveniente o no a la hora de infectar y producir una posible hibridación; por lo que a lo largo de la historia de la especie han aparecido diferentes variantes. 
A veces, la hibridación también puede crearse artificialmente mediante manipulación genética, pero por lo general aparecen espontáneamente por la habilidad ADN reflex propia de los xenomorfos, la cual, dependiendo del anfitrión y de la cantidad de ADN asimilado, transformará la apariencia y las características de la criatura.

### Hibridación entre xenomorfos y otras especies

#### Deacon y similares
En la precuela Prometheus, se observan otras tres formas o variedades de xenomorfo, unas variedades más primitivas en forma de serpiente (posiblemente una cría); y otra en forma de calamar (llamado "Trilobite"), el cual nace aparentemente de la asimilación de genes humanos. Posteriormente de la impregnación del llamado "Trilobite" con un Ingeniero, se formaría un híbrido xenomorfo también llamado Deacon; el cual tendría una forma muy similar a los xenomorfos que enfrentan los humanos décadas más tarde.
El Deacon tiene un cuerpo de color azul suave, cuatro dedos, el pulgar y las piernas plantígradas, tiene dientes de herbívoro y no posee una segunda mandíbula como el resto de xenomorfos. Su forma de la cabeza también es diferente a la de los xenomorfos, parece emerger de su huésped usando su cráneo puntiagudo en lugar de simplemente morder o golpear a través de la caja torácica. 
En el cómic Fire and Stone, se indica implícitamente que con el paso de las décadas y afectado con los acelerantes genéticos de la nave de los Ingenieros, el Deacon mutó en una gigantesca montaña orgánica.

#### Corredor
También conocido como "El Dragón", aparece en Alien 3. De un color rojizo, se da lugar a este espécimen cuando un abrazacaras implanta un embrión a un perro o a un bóvido. Al igual que las crías caninas (que se desarrollan rápido), este xenomorfo nace totalmente en su forma adulta, aunque de un tamaño menor, en vez de nacer como Revientapechos. Es un cuadrúpedo más veloz que un xenomorfo convencional. Su tolerancia al fuego parece mayor a la de los zánganos normales, ya que cuando uno de ellos se enfrenta a Ellen Ripley en el planeta Fury 161 demostró no temer al fuego y sobrevivió tras nadar sumergido en metal fundido.
Existe la variante llamada Gran corredor, la cual enfrenta Ripley en la versión del director de Alien 3. A diferencia del Corredor visto en la versión original, este nace de una especie bovina alienígena que era criada como ganado en Furia 161; en vez de nacer al infectar un perro. Es similar al Corredor convencional en aspecto y coloración, sin embargo su tamaño es mucho mayor, superando fácilmente los dos metros, también nace con una forma adulta de un tamaño menor y posee las mismas debilidades que este, ya que falleció de la misma forma en la versión del director.

#### Recién nacido
En Alien: Resurrección, el resultado es un híbrido entre humano y xenomorfo nacido de una reina, alterada genéticamente y dado a luz por parto vivíparo. 
Es una criatura grotesca de mucha estatura, carente de cola y exoesqueleto (solo endoesqueleto), piel color carne, cráneo dolicocefálico, con gran fuerza física en contraste a su complexión huesuda, ojos muy pequeños, cavidad nasal muy visible, pero sin nariz (su cara parece un cráneo), lengua humana sin dentadura secundaria. 
Siente mayor afinidad hacia el "anfitrión alterado" que hacia la reina madre por considerarla su "verdadera" madre. Esta criatura presenta emociones de antipatía a humanos y xenomorfos por igual. Dado que como Ellen Ripley es el resultado de una clonación mientras tenía un alien dentro, absorbió habilidades alienígenas (como su sangre, que se convierte en parte en ácido corrosivo), y pasó lo mismo con la Reina Alien, ya que Ripley le añadió un segundo ciclo humano (por eso la Reina Alien parió al recién nacido mediante su útero) por medio de una alteración genética provocada por un fallo de la clonación de Ripley. Por esta razón el recién nacido mató a la Reina (a su verdadera nodriza) y reconoció a Ellen Ripley como a su verdadera madre. 
Según la novelización de la película, la lengua del recién nacido, a pesar de ser similar a la de un humano, puede actuar como la segunda boca del xenomorfo, produciendo dientes pequeños. Posiblemente, este ser posee más características de las que se conocen, ya que fue destruido a las pocas horas de nacer y no llegó a desarrollarse completamente.

#### Predalien
Un híbrido de xenomorfo y Yautja es una mezcla excepcional. Según se describe en cómics y videojuegos, es un híbrido muy raro de darse naturalmente (ejemplo de ello es el primer videojuego Aliens vs. Predator, en el que ellos son creados de forma artificial mezclando ADN de ambas especies). Este híbrido a pesar de su peligrosidad, es considerado una pieza de trofeo poco estimada por los Depredadores, estos los cazan más por deber que por diversión; ya que lo consideran una deshonra y un peligro. Al ser su existencia considerada un tabú y una afrenta para todo cazador Yautja honorable, por lo general cuando nacen, estos son perseguidos por los Yautjas como si se tratara de una blasfemia.
Cuando se produce una hibridación natural, la gestación del embrión en el anfitrión Yautja es diferente, puesto que la gestación del Predalien en un Yautja suele ser mucho más lenta que en cualquier otra forma de vida; a pesar de que en Alien vs. Predator nace en menos de una hora aparentemente, si no están las condiciones adecuadas para una incubación lenta.
El sistema reproductivo visto en Aliens vs. Predator: Requiem es explicado en los comentarios de los directores. Aquí se explica que en realidad el Predalien aparecido en la película se trata de una Predalien reina joven (impregnado por un abrazacaras de reina).
- El Predalien Zángano es un Xenomorfo nacido la impregnación de un Yautja por parte de un abrazacaras o por medio de manipulaciones genéticas.

- Los Predalien no son solo la variante híbrida más conocida, también es aquella que muestra una mayor variedad de formas y aspectos; no solo en los films, en los cómics y videojuegos Aliens vs. Predator 1 y 2 siempre ha habido grandes diferencias en cuanto al diseño de este:

- El modelo original de Predalien queda establecido en el videojuego Aliens vs. Predator. En este juego, el Predalien es un ser muy parecido al corredor, de color rojizo, algo más bajo y robusto que un xenomorfo corriente. Posee dos quijadas al estilo Yautja y un grito más grave. Sin embargo, según la historia del juego, este tipo de criatura fue creada por humanos combinando el ADN de ambas criaturas.

- En la segunda entrega y en la expansión, el Predalien es de un color grisáceo, con las mandíbulas y un conjunto de tentáculos en su cabeza como los Yautja. En este juego el Predalien nace según el ciclo de vida normal del Xenoformo tomando como anfitrión a un Yautja e interactúan como un miembro más de la colmena.

- En Aliens vs. Predator: Requiem se presenta al Predalien con un sistema reproductivo propio que implanta embriones directamente en los anfitriones sin necesidad de un abrazacaras o de poner huevos, sin siquiera haber evolucionado a Reina adulta. En esta versión el ente presenta el tono de color amarillo y verdoso de la piel de los Yautjas, los apéndices en su cabeza y sus características mandíbulas. Su tamaño y musculatura es mayor al de los Xenomorfos zánganos normales, pero inferior a la de una Reina adulta, su cabeza posee la corona de una Reina adulta pero carece de su segundo par de brazos y su órgano reproductor es ovíparo; también posee la misma cola, lengua retráctil, crestas y malformaciones propias de los Xenomorfos.

### Apariciones en otros medios

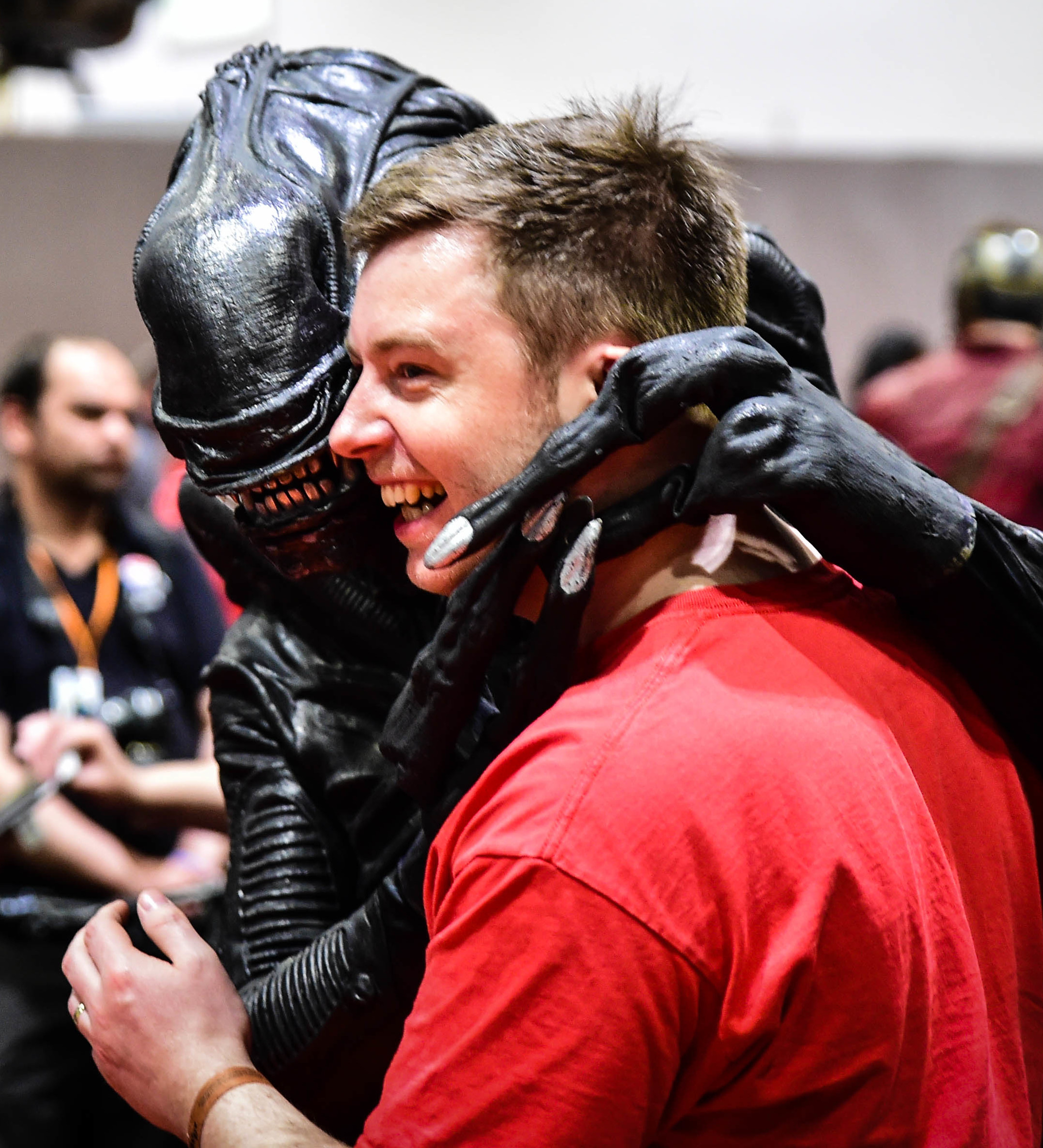
Cosplay del Xenomorfo en el Comic Con de Londres 2015.

#### Jock-Alien
Nace tras impregnar a un "Space Jockey", nombre por el cual era conocida la especie Ingeniero antes de su aparición en la película Prometheus. Al ser esta especie tan grande, el xenomorfo resultante es gigante, conserva unos tentáculos a los costados de sus labios, tiene un color medio azulado y pueden impregnar a otras especies con embriones que no cambian sin importar el anfitrión, pues los impregna con el Rompe-pechos en una fase en la que ya están muy desarrollados para asimilar el ADN y cambiar; el jock-alien lo pone en una víctima para que culmine su formación dentro de un ser del que pueda alimentarse de manera libre, pues mientras está dentro del jock-alien se abstiene de alimentarse, solo introduce un embrión por víctima, el Rompe-pechos nace del mismo tamaño de cualquier otro al cabo de una hora y ya posee la capacidad de escupir ácido. 
Puede impregnar incluso otros xenomorfos y no se somete al poder hipnótico de la reina. Cuando hay más de uno, el jock-alien más fuerte es el que domina; tienen una vida promedio de 250 años, se reproducen de manera oral, atrapando a sus víctimas con los tentáculos de sus labios, poseen detalles que resaltan su naturaleza biomecánica y demuestra hostilidad a xenomorfos normales u otras variantes, por lo que solo convive con semejantes. 
El Ingeniero encontrado en la nave varada de LV-426 en Alien, el octavo pasajero fue impregnado por un abrazacaras.

#### Croc-Alien
Es una variación que nace cuando el abrazacara se adhiere a un cocodrilo o lagarto según la traducción. La criatura solamente aparece en el cómic Alien vs Batman.
Este xenoformo adquirió un volumen inmenso, semejando al de un pequeño dinosaurio, cerca de ocho metros de largo, cola delgada y ensanchada en ciertos puntos. La punta de su cola tiene más protuberancias y es mucho más larga que la de los xenoformos convencionales (en proporción al cuerpo). También sufre ciertos cambios en la columna vertebral y articulaciones.

#### Alien Anfibio
Aparece en el cómic Aliens: Marines Espaciales. Si bien un xenoformo común puede movilizarse y resistir un lapso extenso bajo el agua, esta variante está totalmente condicionada para ambientes acuáticos. 
Su tamaño es similar al de una reina, poseyendo una corona y un par de brazos secundarios similares. Sin embargo, no poseen dedos en sus extremidades sino tenazas y carecen de piernas, ya que en su lugar tienen una extremidad similar a una cola de langosta que les permite gran libertad en el agua, pero que los limita en gran cantidad fuera de ella. Es un misterio si nacen como un híbrido por impregnación de una especie concreta o si es una adaptación espontánea que sufre la especie en mundos acuáticos, ya que no se profundizó demasiado en su naturaleza.

#### Alien Oscuro
Aparece en el crossover Mindhunter de Alien, Depredador, Witchblade y Darkness. 
Nace luego de que un abrazacaras infectara a uno de los duendes de Jackie Estacado. Esta criatura es diferente tanto a los xenoformos como a los seres creados por The Darkness; posee una nuca alargada, aunque más corta que un xenoformo común y cuerpo delgado y de tamaño mediano. Sin embargo, su cara es similar a la de un duende con cuernos y sus extremidades son cortas en relación con su cuerpo, adquiriendo la apariencia de una especie de grillo.Éste posee la sangre corrosiva de los xenoformos y la capacidad de rearmar su cuerpo aún cuando es descuartizado. 
Para lograr asesinarlo Sara tuvo que entregar la Witchblade a una hembra Yautja, quien combinó su poder con el de Estacado para matarlo, perdiendo su vida en el proceso.

#### Alien tarkatano
Variedad que nace cuando un abrazacaras infecta a un tarkatano. Aparece en el videojuego Mortal Kombat X, su aspecto es similar al xenoformo común, pero posee la mandíbula, colmillos y cuchillas de un tarkatano. Una de sus habilidades más particulares es que sus parásitos pueden tomar ADN (Material genético) de otras especies en el mundo de Mortal Kombat, incluso pueden nacer con la máscara de Jason Voorhees si este es víctima. Un xenoformo de roca puede nacer si la víctima es Tremor.

## Premios y reconocimientos
En junio de 2003, el American Film Institute reveló los resultados de su lista "100 héroes y villanos", que reunía a cincuenta héroes y cincuenta villanos cinematográficos estadounidenses, quedando “El Alien” en el puesto número 14 de los villanos.